# Ewangeliczna Wspólnota Zielonoświątkowa

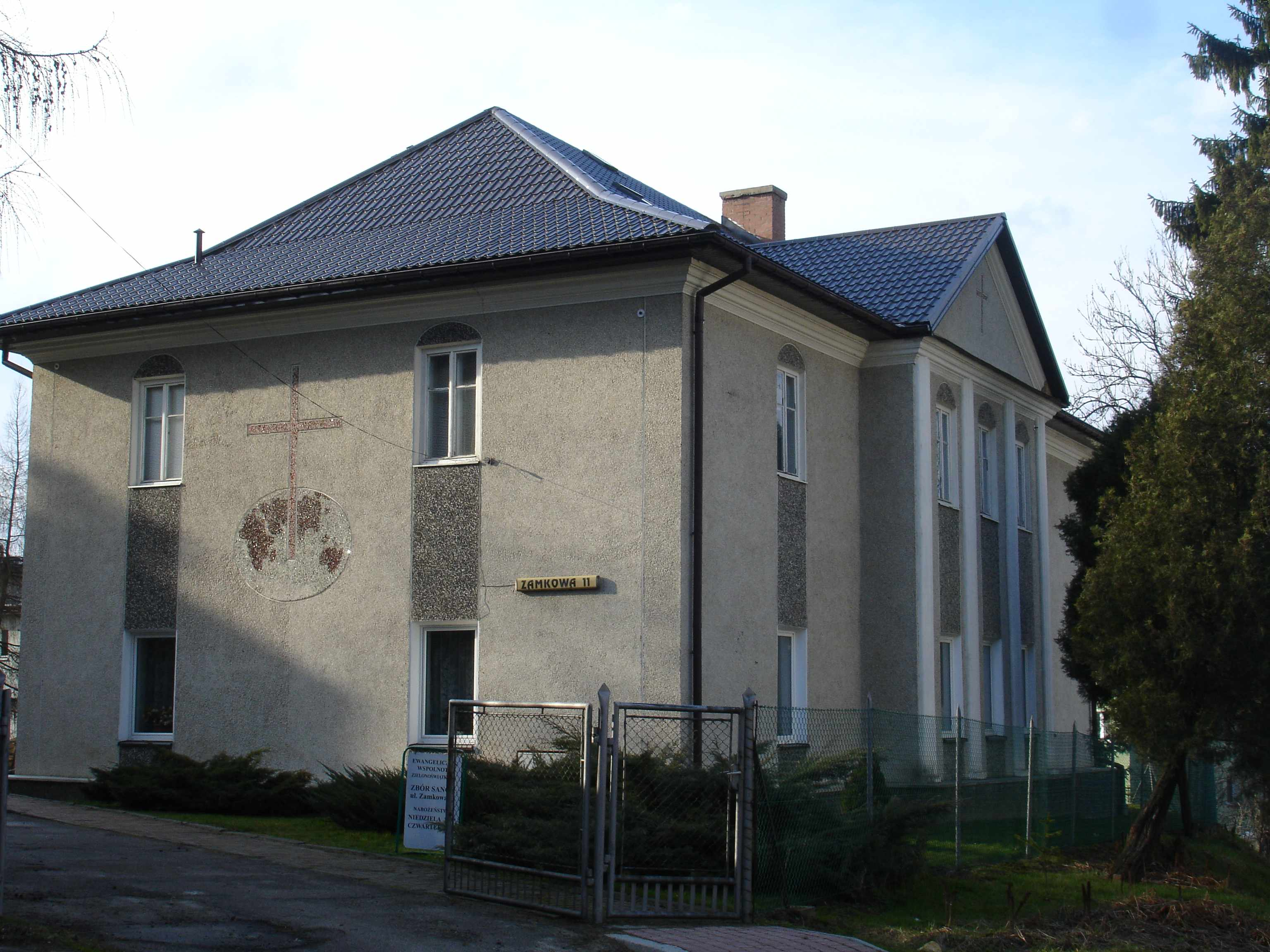
Dom modlitwy zboru w Sanoku

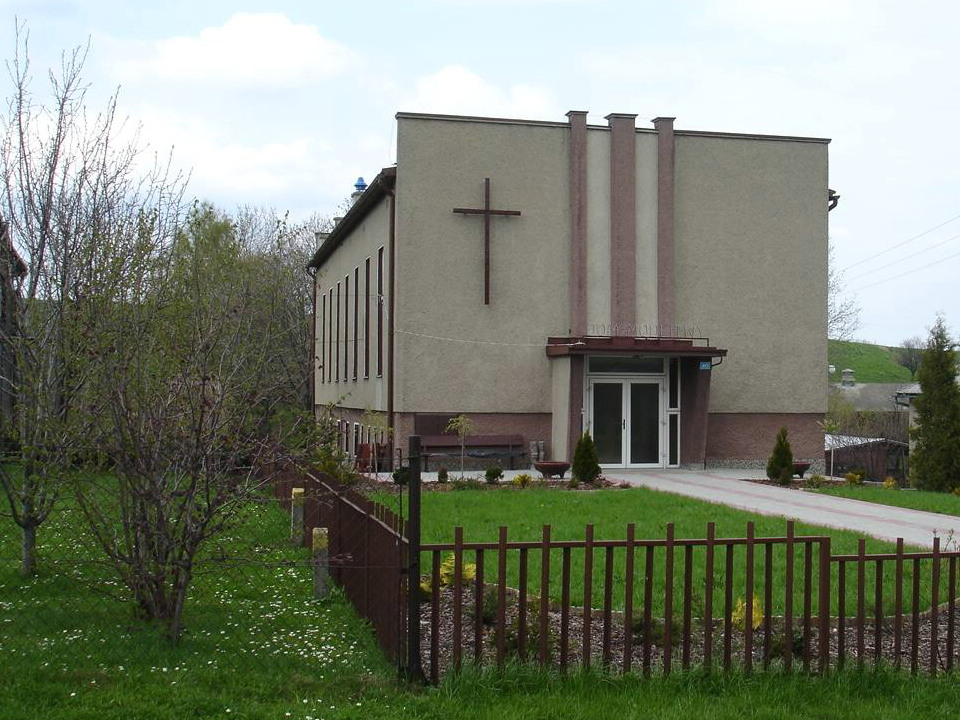
Dom modlitwy zboru w Woli Piotrowej

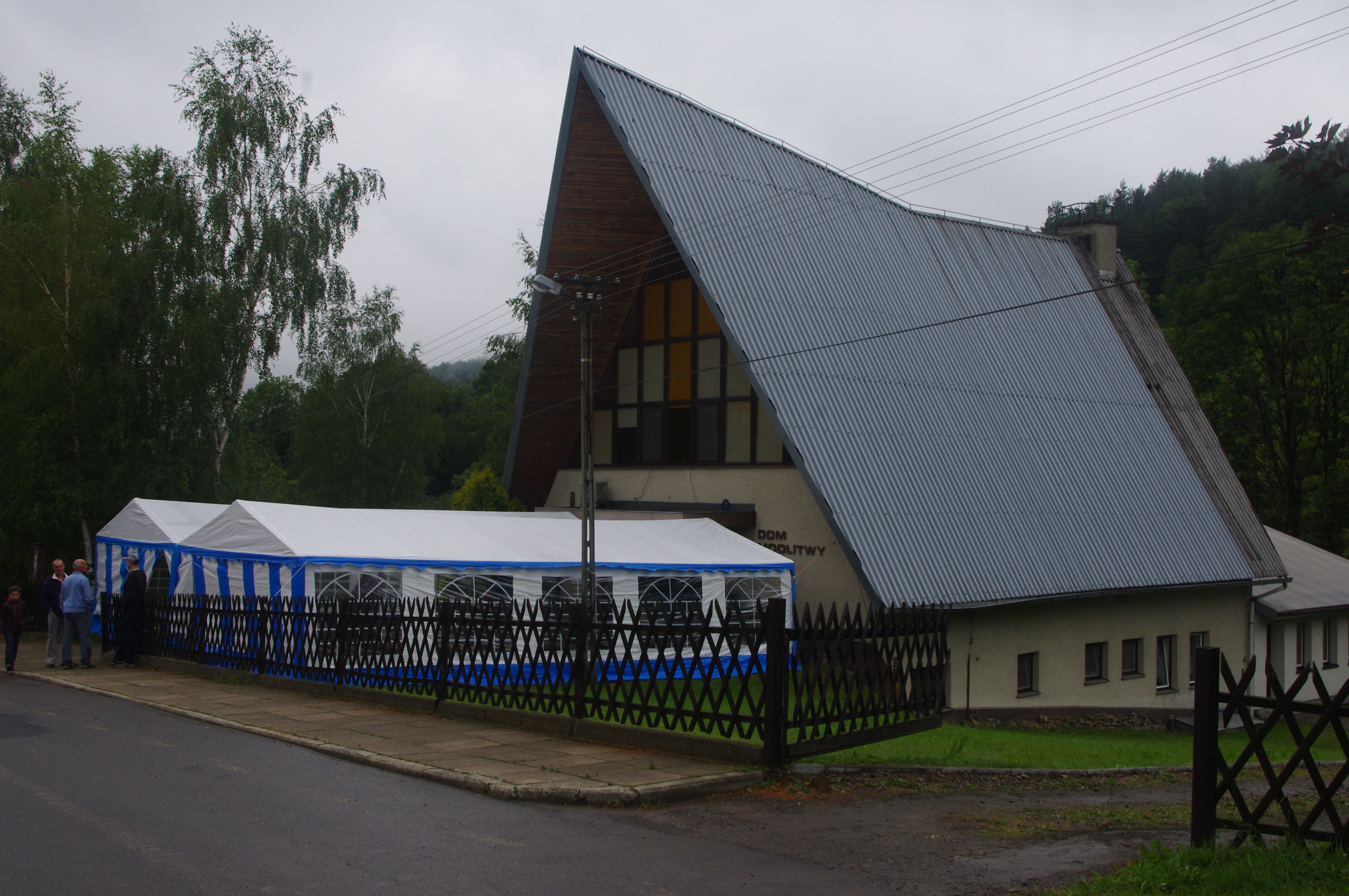
Dom modlitwy zboru w Puławach Górnych

Ewangeliczna Wspólnota Zielonoświątkowa – chrześcijański kościół protestancki działający na terenie Polski, Prezbiterem naczelnym wspólnoty jest Marek Konderla. Kościół został zarejestrowany w 1981 roku. W 2024 roku zrzeszał 626 wiernych należących do 8 zborów i placówek.

## Historia
Korzenie Ewangelicznej Wspólnoty Zielonoświątkowej sięgają początków XX wieku, kiedy to w łonie Kościoła Ewangelicko-Augsburskiego na Śląsku Cieszyńskim powstało religijne przebudzenie o charakterze zielonoświątkowym. Działalność zielonoświątkowców realizowana była przez stowarzyszenie zarejestrowane przez władze Monarchii Austro-Węgierskiej pod nazwą Związek Stanowczych Chrześcijan w roku 1910.
Po roku 1920 część Stanowczych Chrześcijan znalazła się w Czechosłowacji. Po 1948 i dojściu do władzy komunistów, Stanowczy Chrześcijanie zostali zmuszeni do przyłączenia się do jednego z oficjalnie uznanych przez państwo związków wyznaniowych. W tym celu prowadzone były rozmowy z ewangelikami oraz metodystami, jednak nie przyniosły one pozytywnych rezultatów z uwagi na chęć zachowania przez Stanowczych własnej specyfiki wyznaniowej oraz autonomicznego charakteru po przyłączeniu do tych kościołów. Ostatecznie członkowie działających tu zborów w Gródku, Nieborach, Suchej Górnej i Żukowie Dolnym weszli 10 kwietnia 1951 w struktury zboru w Ostrawie należącego do Jednoty Czeskobraterskiej wraz z całym majątkiem tych wspólnot. Jednak z uwagi na odrębną duchowość Stanowczych Chrześcijan, niedostosowywanie się do prawa wewnętrznego Jednoty oraz prowadzenie przez nich nabożeństw w prywatnych mieszkaniach, dochodziło do częstych konfliktów i wykluczania niektórych przedstawicieli Stanowczych z Jednoty Braterskiej. W 1958 przewodniczący Jednoty, Jan Urban, postanowił o zorganizowaniu akcji w celu likwidacji ich specyfiki wyznaniowej.
Z uwagi na trudną sytuację wiernych reprezentujących zielonoświątkowe skrzydło kościoła oraz ze względu na ograniczenia wolności religijnej w Czechosłowacji, na przełomie 1961 i 1962 roku pojawiła się myśl o przesiedleniu się do Polski. W 1962 podczas spotkania biblijnego mającego miejsce w Nieborach Józef Konderla wygłosił proroctwo: Lud Boży na ziemi cieszyńskiej jest prześladowany. Jego egzystencja jest zagrożona. Trzeba stąd wyjść. Było ono rozumiane przez wiernych na dwa sposoby. Pierwsza grupa uważała, że odnosi się ono do opuszczenia przez Stanowczych Chrześcijan struktur Jednoty Braterskiej w celu uniknięcia utraty odrębnej tożsamości religijnej i narodowościowej. Inni widzieli natomiast w nim polecenie opuszczenia Śląska Cieszyńskiego. Wobec żywych kontaktów wiernych z współwyznawcami z polskiej części regionu, poselstwo to wywarło oddziaływanie również pośród części wiernych polskich zborów Śląska Cieszyńskiego.
W 1963 powstał Komitet Przygotowawczy ds. Zbiorowego Przeprowadzenia, który prowadził rozmowy z władzami w celu uzyskania pozwolenia na emigrację. Rząd czeski odnosił się niechętnie do tej inicjatywy. Sprawa się odwlekała, a w ich gronie pojawili się zwolennicy ruchu Williama Branhama.
Jesienią 1963 Stanowczy Chrześcijanie opuścili Jednotę Czeskobraterską, a w grudniu tego roku wystąpili z wnioskiem o rejestrację Kościoła Stanowczych Chrześcijan. W dniach 20–22 marca 1964 w Żukowie planowany był pierwszy synod, jednak w nocy z 19 na 20 marca osoby go organizujące zostały aresztowane. Zorganizowany został następnie synod w Nieborach, w którym udział wzięli również delegaci władz, nakazujący Stanowczym powtórne przyłączenie się do jednego z zarejestrowanych dotychczas kościołów. Wobec odpowiedzi odmownej, przywódcy wspólnoty zostali aresztowani, a domy modlitwy zamknięto. Nabożeństwa od tej pory prowadzone były w domach wiernych.
Wobec tak niekorzystnego położenia, postanowiono ostatecznie o wyjeździe z Czechosłowacji. Zaprzestano jednak starań o zgodę na zbiorową emigrację, a zamiast tego rozpoczęto składanie wniosków o indywidualne wyjazdy. Dzięki zmianie sposobu ubiegania się o wyjazd wielu z wiernych pozyskało pozwolenia na emigrację. Ponadto rząd Polskiej Rzeczypospolitej Ludowej opublikował w dzienniku „Trybuna Robotnicza” odezwę na temat zasiedlenia obszarów południowo-wschodnich kraju, który został zinterpretowany przez Stanowczych Chrześcijan jako zaproszenie od Boga poprzez organ partii komunistycznej do zamieszkania w Polsce. Czechosłowację postanowili opuścić przede wszystkim członkowie zborów w Nieborach i Żukowie Górnym. Posiadający większe związki z Jednotą Czeskobraterską członkowie wspólnoty, którzy nie zdecydowali się na wyjazd wywodzili się w większości ze zborów w Suchej Górnej i Gródku, które to pozostały w strukturach tego związku wyznaniowego. Stanowczy Chrześcijanie pozostali na miejscu i nie zgadzający się na przynależność do Jednoty w 1978 nawiązali współpracę ze wspólnotą Apostolska Wiara, funkcjonującą na terenie Słowackiej Republiki Socjalistycznej, od 1989 oficjalnie zarejestrowaną i działającą również na terytorium Czeskiej Republiki Socjalistycznej jako Kościół Apostolski.
W grudniu 1966 roku po czterech latach poszukiwań odpowiedniej miejscowości jako pierwsi do Woli Piotrowej przesiedlili się wraz ze swoimi rodzinami Adam Kupka i Andrzej Pietroszek z Ustronia oraz Karol Kupka z Żukowa Dolnego. Wiosną 1967 roku dołączyli do nich kolejni osadnicy z rodzinami: Andrzej Wisełka, Jan Gabryś i Paweł Śliwka. Początkowo nowo przybyli zamieszkiwali w tymczasowych barakach oraz namiotach. Następnie powstawały budynki gospodarcze, posiadające również część mieszkalną. Po czasie dołączali do nich kolejni przesiedleńcy, w końcu lat 60. XX wieku z Czechosłowacji wyemigrowało około 400 osób. Zamieszkali oni w trzech opuszczonych wioskach południowo-wschodniej Polski: Wola Piotrowa, Puławy i Wisłoczek.  W sumie, w Woli Piotrowej zamieszkały 34 rodziny, w Puławach 18 rodzin, w Wisłoczku 16 rodzin oraz jedna rodzina w Tokarni. Dzięki nim powstawały nowe drogi, mosty i źródła wody. Doprowadzono do elektryfikacji zamieszkiwanych miejscowości, zajmowano się karczowaniem ziemi pod pastwiska oraz ich odwadnianiem. W ostatniej kolejności osadnicy wybudowali swoje domy, które architektonicznie przypominają budynki mieszkalne z czeskiej części Śląska Cieszyńskiego, jednak są w stosunku do nich masywniejsze. Ostatecznie w latach 1966–1972 osiedliło się na tym terenie około 100 rodzin.
Przybyli tu Stanowczy Chrześcijanie w początkowym okresie prowadzili nabożeństwa w prywatnych budynkach. W 1968 roku poczyniono pierwsze starania odnośnie do zarejestrowania wspólnoty na co nie uzyskano zgody Urzędu do Spraw Wyznań. Jednak jej działalność religijna była tolerowana przez władze powiatowe, które popierały osadnictwo na opuszczonych terenach. Kolejną nieudaną próbę podjęto w roku 1979. 9 stycznia 1981 roku wspólnota została zarejestrowana przez władze państwowe jako: Protestancka Wspólnota Regionu Bieszczadzkiego – Kościół Zielonoświątkowy. Pozwoliło to dokonać wyborów przełożonych zborów i rad zborowych w Woli Piotrowej, Puławach i Wisłoczku i rozpocząć działalność zborową. W 1984 roku rozpoczęto wydawanie pisma „Głos Prawdy”, nawiązującego do wydawanego przed II wojną światową miesięcznika Stanowczych Chrześcijan. W roku 1988 Kościół przyjął nowy statut i obecną nazwę.
9 września 1984 roku w Woli Piotrowej oddano do użytku pierwszy dom modlitwy wspólnoty, który był repliką budynku Kościoła Braterskiego w Suchej Górnej na Zaolziu. W uroczystości wziął udział J. Chlebuś – dyrektor ds. Wyznań z Krosna, A. Pastuszek – naczelnik gminy Bukowsko oraz K. Schock, współwyznawca z RFN. Kolejny dom modlitwy wybudowano w latach 1985–1989 w Puławach, a w 1994 roku oddano dom modlitwy w Wisłoczku, budowany od 1990.
W 1993 roku powstał zbór Ewangelicznej Wspólnoty Zielonoświątkowej w Sanoku, który wcześniej był placówką zboru w Woli Piotrowej. Został on założony dzięki prowadzonej tam działalności misyjnej i charytatywnej, a jego członkami stały się w większości osoby wywodzące się z działającego tam przed II wojną światową zboru Kościoła Metodystycznego.
Ewangeliczna Wspólnota Zielonoświątkowa założyła kolejne zbory w 1994 w Gorlicach oraz w 1996 w Walimiu. Powstała także placówka w Czarnej, gdzie działa dom rekolekcyjny.
Według stanu na 2005 kościół skupiał 511 wiernych zrzeszonych w 6 zborach.

## Podział
Członkowie wspólnoty z dystansem odnosili się do zmian jakie zachodziły w ruchu zielonoświątkowym w latach 50. i 60. w tym „amerykanizacji” religijnych obyczajów. Odmawiali również przystąpienia do Zjednoczonego Kościoła Ewangelicznego z powodu obaw o utratę swojej tożsamości religijnej. Odrzucili również popularne w latach 60. na Śląsku Cieszyńskim idee braci norweskich.
Jednocześnie część członków Ewangelicznej Wspólnoty Zielonoświątkowej przyjęła poglądy Williama Branhama i utworzyła odrębne zbory w Woli Piotrowej i Wisłoczku. Pomimo wielu rozmów, modlitw odeszli z EWZ w latach 70. Wspólnota ta jest określana jako ruch Williama Branhama.

## Nauczanie
Ewangeliczna Wspólnota Zielonoświątkowa jest wyznaniem o charakterze ewangelicznym. Swoje wyznanie wiary opiera wyłącznie na treściach z Pisma Świętego. Ze względu na swoją genezę, Kościół ten przywiązuje dużą wagę do duchowej spuścizny szesnastowiecznej Reformacji, jako ruchu, który zapoczątkował odnowę chrześcijaństwa i powrót do apostolskich korzeni wiary.
Kościół przyjmuje:
- Biblię, jako jedyne, nieomylne i natchnione źródło wiary[13].
- Boga Trójjedynego: Ojca, Syna i Ducha Świętego[13].
- Jezusa Chrystusa, poczętego z Ducha Świętego, jego służbę, śmierć, zmartwychwstanie w ciele, wniebowstąpienie i powtórne przyjście przy końcu świata[13].
- Zbawienie, jako dar łaski Bożej dla grzeszników, udzielane niezależnie od uczynków na podstawie wiary poprzez akt odrodzenia z Ducha Świętego[13].
- Chrzest osób w wieku dorosłym, na wyznanie wiary, dokonywany poprzez całkowite zanurzenie w wodzie.
- Wieczerzę Pańską jako pamiątkę niepowtarzalnej ofiary Chrystusa pod symbolami chleba i wina[13].
- Chrzest Duchem Świętym, aktualność wszystkich darów duchowych udzielonych Kościołowi w dniu pięćdziesiątnicy oraz ich przeżywanie[13].
- Kościół, jako powszechną wspólnotę zbawionych osób, niezależnie od przynależności konfesyjnej.
- Uzdrawianie chorych, mówienie językami, proroctwa etc[13].
- Zmartwychwstanie wierzących i życie wieczne[13].

Ewangeliczna Wspólnota Zielonoświątkowa wyróżnia się promowaniem moralnego stylu życia, charakterystycznego dla Stanowczych Chrześcijan. Przeciwstawiają się społecznej liberalizacji, kładąc mocny akcent na prowadzenie codziennego życia zgodnie z wyznawanymi wartościami. Budynki sakralne są określane mianem „Domów Modlitwy”. Odrzucono święte obrazy i figury, uznając je za przejaw bałwochwalstwa.

## Działalność
Ewangeliczna Wspólnota Zielonoświątkowa jest Kościołem działającym legalnie na terenie całej Polski, wpisanym do rejestru kościołów i związków wyznaniowych Ministerstwa Spraw Wewnętrznych i Administracji pod numerem 10.
Zbory Ewangelicznej Wspólnoty Zielonoświątkowej posiadają własne domy modlitwy, w których odbywają się nabożeństwa. Raz do roku organizowana jest Konferencja w Woli Piotrowej (wrzesień), Zjazd Młodzieży w Puławach (lipiec), Rocznica w Wisłoczku (maj) oraz Rocznica w Sanoku (czerwiec). Kościół angażuje się w pracę misyjną oraz działalność charytatywną. Ewangeliczna Wspólnota Zielonoświątkowa posiada 7 zborów i 1 placówkę, łącznie zrzeszając ok. 620 wiernych.

## Struktura
W skład struktury Ewangelicznej Wspólnoty Zielonoświątkowej wchodzą zbory i placówki:

### Zbory
- zbór Walim[15] (pastor: Wojciech Maciak)
- zbór Gorlice[15] (pastor: Daniel Janik)
- zbór Puławy[15] (pastor: Karol Rusnok[16], Sebastian Bobola)
- zbór Sanok[15] (pastor: Tadeusz Krzok, Paweł Byrtek)
- zbór Wisłoczek[15] (pastor: Bogusław Rusnok, Henryk Twardowski)
- zbór Wola Piotrowa[15] (pastor: Czesław Wigłasz, Jan Czyż)
- zbór Strzelce Opolskie (pastor: Marcin Tyburczy)

### Placówki
- Dom Rekolekcyjny w Czarnej[17]

## Statystyki

### Dane według statystycznych ankiet wyznaniowych
| Rok  | Liczba wiernych | Liczba zborów i placówek | Liczba domów modlitwy | Liczba duchownych |
| ---- | --------------- | ------------------------ | --------------------- | ----------------- |
| 1988 | 467             | 3                        | 2                     | 9                 |
| 1990 | 465             | 1                        | 3                     | 9                 |
| 1991 | 375             | 4                        | 3                     | 9                 |
| 1992 | 396             | 4                        | 4                     | 9                 |
| 1994 | 393             | 4                        | 4                     | 5                 |
| 1995 | 475             | 6                        | 4                     | 10                |
| 1996 | 480             | 6                        | 4                     | 28                |
| 1998 | 512             | 6                        |                       | 28                |
| 2000 | 555             | 6                        | 4                     | 58                |
| 2001 | 506             | 6                        |                       | 59                |
| 2005 | 511             | 6                        | 5                     | 70                |
| 2007 | 515             | 6                        |                       | 70                |
| 2008 | 560             | 6                        |                       | 73                |
| 2009 | 548             | 6                        | 6                     | 59                |
| 2010 | 493             | 6                        | 6                     | 69                |
| 2011 | 547             | 6                        | 6                     | 66                |
| 2012 | 521             | 7                        | 6                     | 78                |
| 2013 | 520             | 6                        | 6                     | 68                |
| 2014 | 553             | 7                        | 6                     | 68                |
| 2015 | 567             | 8                        | 6                     | 71                |
| 2016 | 600             | 7                        | 6                     | 69                |
| 2017 | 613             | 8                        | 6                     | 78                |
| 2018 | 630             | 8                        | 6                     | 83                |
| 2019 | 597             | 8                        | 6                     | 74                |
| 2020 | 589             | 8                        | 6                     | 80                |
| 2021 | 581             | 8                        | 6                     | 75                |
| 2022 | 614             | 8                        |                       | 70                |
| 2023 | 622             | 8                        |                       | 69                |
| 2024 | 626             | 8                        |                       | 78                |

### Dane według wyników spisów powszechnych
| Spis powszechny               | Liczba deklaracji |
| ----------------------------- | ----------------- |
| Narodowy Spis Powszechny 2011 | 100–199           |
| Narodowy Spis Powszechny 2021 | 197               |

## Dane teleadresowe
- Ewangeliczna Wspólnota Zielonoświątkowa
- Wola Piotrowa 16
- 38-505 Bukowsko